# Törbel
Törbel es una comuna suiza del cantón del Valais, situata en el distrito de Visp. Limita al norte con la comuna de Bürchen, al noreste con Zeneggen, al este con Stalden, al sur con Grächen y Embd, y al oeste con Unterbäch. Este poblado tiene una singular historia que significó un premio nobel a Elinor Ostrom por su trabajo titulado  El Gobierno de los Bienes Comunes donde desarrolla conceptos sobre los recursos compartidos o bienes comunes (commons, en inglés).